# سعيد خطيبي
سعيد خطيبي (مواليد 29 ديسمبر 1984، بوسعادة)، روائي وصحفي جزائري، حاز على العديد من الجوائز الأدبية منها: جائزة جائزة ابن بطوطة لأدب الرحلة، وجائزة الشيخ زايد للكتاب 2023 عن روايته (نهاية الصحراء).

## التعليم
- حاصل على ماجستير في الدراسات الثقافية من جامعة السوربون.
- حاصل على ليسانس الأدب الفرنسي من جامعة الجزائز.[9]

## الإصدارات

### المؤلفات
- أعراس النار. 2010.[10]
- كتاب الخطايا. (رواية) 2013.
- جنائن الشرق الملتهبة. (رحلات) 2015.
- أربعون عاماً في انتظار إيزابيل (رواية)، 2016.
- حطب سراييفو (رواية). 2018.[7][11]
- عبرت المساء حافياً.[12]
- نهاية الصحراء (رواية) 2022.[13]
- أغالب مجرى النهر (رواية) 2025.[14]

### الترجمات
- مدار الغياب. (ترجمة لقصص جزائرية باللغة الفرنسية) 2009.
- موسوعة السّينما الأفريقية. (بالاشتراك).[8]

## الجوائز
سعيد خطيبي حاصل على عدة جوائز منها:
- جائزة ابن بطوطة لأدب الرحلة، 2015.[15]
- جائزة الصحافة العربية، 2012.[7]
- حصل على جائزة الشيخ زايد للكتاب في دورتها السابعة عشر في فرع المؤلف الشاب عام 2023 عن روايته (نهاية الصحراء).[16]